# Alek Weková
Alek Weková, nepřechýleně Wek (* 16. dubna 1977 Wau) je súdánsko-britská modelka a návrhářka. Je oceňována zejména pro svůj vliv na vnímání krásy v módním průmyslu. 
Pochází z etnické skupiny Dinků v Jižním Súdánu. V roce 1991 uprchla do Spojeného království, před občanskou válkou v Súdánu. Svou kariéru zahájila v roce 1995, když ji bylo 18 let. V roce 2015 byla zařazena mezi 100 žen vyhlašovaných každoročně společností BBC.

## Dětství
Narodila se ve Wau v Súdánu (nyní Jižní Súdán), v domě o dvou místnostech bez elektřiny a tekoucí vody, jako sedmá z devíti dětí. Její matka Akuol (* 1946) byla v domácnosti a otec Athian (1933–1985) byl úředníkem ve školství. Jméno Alek údajně znamená „černá tečkovaná kráva“, která je jedna z nejběžnějších a nejoblíbenějších plemen skotu v Súdánu. Je také symbolem štěstí pro národ Dinka. Od dětství až do 14 let věku trpěla kožní lupénkou.
Když v roce 1985 vypukla ve Wau občanská válka, její rodina z obavy o život před povstaleckými i vládními silami unikla džunglí na jih, přičemž Alek a její sestra Adaw onemocněly malárií. V kánoích překonávali řeky zamořené krokodýly a živili se dušenými listy a kořínky.
Na tuto dobu vzpomíná se slovy: „Naučila jsem se, jak málo stačí k přežití, a proto neplýtvám věcmi - jídlem, penězi, přátelstvím ani příležitostmi.“ Nic také nepovažuje za samozřejmost.
Rodina se na přechodnou dobu usadila v hlavním městě Chartúmu, kde její otec musel po nehodě na jízdním kole podstoupit operaci kyčle, přičemž následně na pooperační komplikace zemřel, což byla pro její rodinu citelná ztráta.
Když ji bylo 14 let, její sestra žijící ve Spojeném království zařídila pro ní a její sestru Atheng statut uprchlíka a o obě se následně postarala. Po přestěhování do Londýna její potíže s lupénkou zcela zmizely. Následně se přihlásila na London College of Fashion, kde studovala módní podnikání a technologie. Na školné si vydělávala, jako uklízečka toalet a kadeřnictví.

## Kariéra
V roce 1995 si ji na londýnské tržišti všiml modelingový scout a ještě téhož roku se objevila v hudebním videu k písni „GoldenEye“ od Tiny Turner. Krátce nato se začala živit modelingem a v roce 1996 podepsala smlouvu s Ford Models. Ve stejný rok se objevila ve videoklipu „Got 'til It's Gone“ od Janet Jacksonové. V roce 1997 byla MTV jmenována modelkou roku a zároveň byla první africkou modelkou, která se toho roku objevila na obálce časopisu Elle.
V následujících letech pracovala pro mnoho módních salónů. Objevila se na obálce amerických, francouzských, německých a jihoafrických verzí časopisů Elle, ID, Cosmopolitan, Glamour, Forbes Magazine Africa a Ebony. Objevila se také v editorialech americké a britské verze časopisu Vogue. V roce 2002 debutovala ve filmu Čtyři pírka: Zkouška cti (v originále The Four Feathers) jako súdánská princezna Aquol. Spolupracovala s fotografem Herbem Rittsem na kalendáři Joanne Gair pro rok 1999, který byl zaměřený na bodypainting.

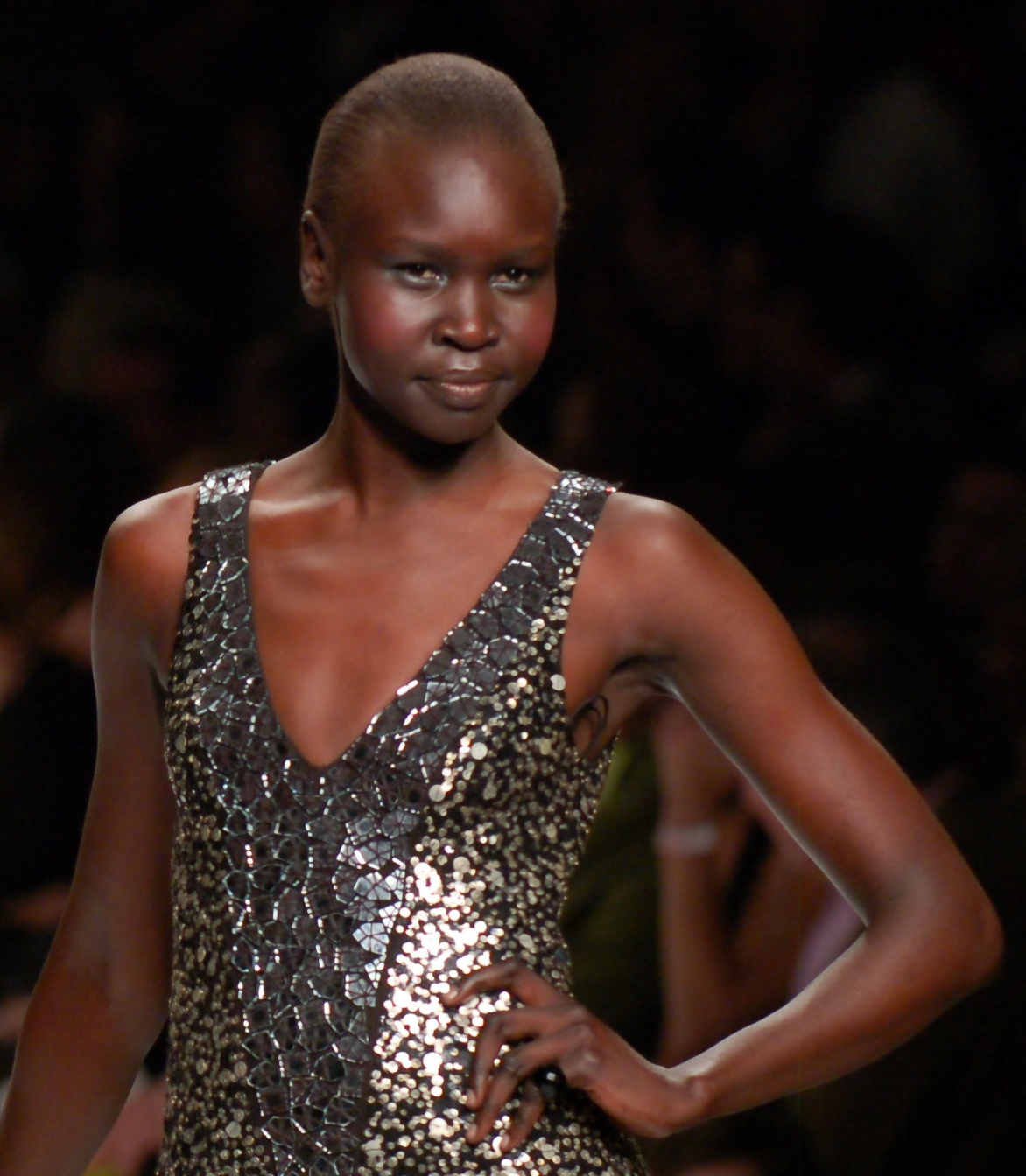
Alek Wek na Fashion Week v San Francisku v roce 2007

V září 2015 předváděla pro Marca Jacobse na  New York Fashion Week jaro/léto 2016. V květnu 2016 byla modelkou pro čtyři speciální edice obálek brazilské verze časopisu Elle.
Modelky tmavé pleti se do té doby v módním průmyslu uplatnily jen velmi vzácně. V té době ve světě módy vládly blonďaté vlasy a modré oči, proto jako žena černé pleti vynikala a způsobila revoluci v pohledu na krásu.
Věnuje se i návrhářství, navrhla kolekci designových kabelek s názvem „Wek 1933“, které jsou k dispozici ve vybraných obchodních domech Selfridges. Kolekce je věnována památce jejího otce, přičemž název kabelek odkazuje na jeho jméno a rok narození a inspiraci pro návrhy čerpala z aktovky s mosaznými sponami, kterou otec nosil.

## Aktivismus
Od roku 2002 je Alek poradkyní komise amerického výboru pro uprchlíky, který pomáhá zvyšovat povědomí o situaci v Súdánu a také o strádání uprchlíků po celém světě. V roce 2007 vydala autobiografii s názvem Alek: From Sudanese Refugee to International Supermodel (Alek – proměna súdánské uprchlice v mezinárodní supermodelku). Kniha dokumentuje její cestu od dětství v chudobě v Súdánu na přehlídková mola Evropy. V červenci 2012 se vrátila do Jižního Súdánu s agenturou OSN pro uprchlíky, aby upozornila na příběhy uprchlíků vracejících se ze severu a na obrovské úsilí potřebné k vybudování a stabilizaci země. V témže roce se stala tváří kampaně African Originals na propagaci nápoje Amarula. Je obhájkyní lidských práv a aktivně se zapojuje do různých charitativních akcí, včetně boje proti HIV/AIDS v Africe.

## Osobní život
Od roku 2009 žije v Brooklynu. V roce 2013 se po 12. letech rozešla s italským developerem Riccardem Salou. Je tetou súdánsko-americké modelky Ataui Deng.